# Liste der Monuments historiques in Plovan
Die Liste der Monuments historiques in Plovan führt die Monuments historiques in der französischen Gemeinde Plovan auf.

## Liste der Bauwerke
| Bezeichnung                | Beschreibung | Standort                          | Kennzeichnung | Schutzstatus | Datum | Bild           |
| -------------------------- | ------------ | --------------------------------- | ------------- | ------------ | ----- | -------------- |
| Calvaire de Créhen         |              | Créhen Route de Pont-Croix (Lage) | PA00090274    | Inscrit      | 1942  | weitere Bilder |
| Chapelle de Languidou      |              | (Lage)                            | PA00090275    | Classé       | 1908  | weitere Bilder |
| Dolmen von Reun            | zwei Dolmen  | (Lage)                            | PA00090276    | Inscrit      | 1967  |                |
| Kirche St-Gorgon           |              | (Lage)                            | PA00090277    | Classé       | 1915  | weitere Bilder |
| Menhire von Lespurit Ellen | drei Menhire | (Lage)                            | PA00090278    | Classé       | 1923  | weitere Bilder |

## Liste der Objekte
- Monuments historiques (Objekte) in Plovan in der Base Palissy des französischen Kultusministerium